# Willi Wolff
Willi Wolff (n. 16 aprilie 1883, Schönebeck, Saxonia-Anhalt, Germania – d. 6 aprilie 1947, Nisa, Franța) a fost un scenarist, producător și regizor german. A fost căsătorit cu vedeta filmului mut Ellen Richter, la ale cărei filme a lucrat adesea.

## Filmografie selectivă

### Regizor
- Lola Montez, the King's Dancer (1922)
- The Great Unknown (1924)
- Flight Around the World (1925)
- Shadows of the Metropolis (1925)
- The Great Duchess (1926)
- Maytime (1926)
- The Imaginary Baron (1927)
- The Most Beautiful Legs of Berlin (1927)
- The Lady with the Tiger Skin (1927)
- Heads Up, Charley (1927)
- Moral (1928)
- Immorality (1928)
- The Woman Without Nerves (1930)
- Police Spy 77 (1930)
- The Adventurer of Tunis (1931)
- Madame Pompadour (1931)
- A Caprice of Pompadour (1931)
- The Secret of Johann Orth (1932)
- 1933 Manolescu, regele escrocilor (Manolescu, der Fürst der Diebe)

### Scenarist
- The Monastery of Sendomir (1919)
- The Teahouse of the Ten Lotus Flowers (1919)
- Out of the Depths (1919)
- Napoleon and the Little Washerwoman (1920)
- The Love of a Thief (1920)
- Mary Tudor (1920)
- Princess Woronzoff (1920)
- The Riddle of the Sphinx (1921)
- The Adventuress of Monte Carlo (1921)
- The White Death (1921)